# Alfred Seymour
Alfred Seymour (11 novembre 1824 - 15 mars 1888), de Knoyle House, East Knoyle, Wiltshire, et de Trent, Dorset, est un homme politique du Parti libéral britannique. 

## Biographie
Il est le fils d'Henry Seymour de Knoyle House, Wiltshire, de Trent et de Northbrook et son épouse Jane Hopkinson, et le frère de Henry Danby Seymour. 
Il est élu en tant que député pour Totnes à une élection partielle en janvier 1863, et occupe le siège jusqu'à ce que la circonscription soit supprimée en 1868 . Il revient à la Chambre des communes l'année suivante, lorsqu'il est élu lors d'une élection partielle pour Salisbury, et conserve ce siège jusqu'à sa défaite aux élections générales de 1874 . 
Seymour est également juge de paix. Il hérite de Knoyle House, Wiltshire, en 1863. 

## Famille
Il épouse le 18 août 1866 Isabella Leighton (décédée le 7 avril 1911), fille de Sir Baldwyn Leighton (8e baronnet), et veuve de Beriah Botfield de Hopton Court, Shropshire, député, et a une fille: 
- Jane Margaret Seymour (14 mars 1873 - 5 août 1943), célibataire et sans descendance